# Tamagaki Gakunosuke
Tamagaki Gakunosuke est un nom japonais traditionnel ; le nom de famille (ou le nom d'école), Tamagaki, précède donc le prénom (ou le nom d'artiste).
Tamagaki Gakunosuke IV (玉垣額之助) (né en 1784 – 29 août 1824), de son vrai nom Tanaka Kisaku, est un lutteur sumo dont le plus haut rang est ōzeki. Il a remporté quatre tournois durant sa carrière, ce qui est assez peu.

## Biographie
Il fait ses débuts professionnels en 1806 et est promu dans la première division makuuchi en 1810. En avril 1814, il atteint le rang de maegashira 1, mais au tournoi suivant de novembre 1814, il devient ōzeki. La raison de cela est que le classement banzuke (la hiérarchie des lutteurs de sumo) est modifié pour se baser sur les réels compétences.
En juin 1823, Tamagaki et Kashiwado Risuke reçoivent l'offre de devenir yokozuna (la rang le plus élevé dans le sumo) par la famille Gojo. Cependant, après le refus de Kashiwado, il rejette également cette offre. L'année suivante, il meurt en pleine carrière.
Dans la première division makuuchi, il ne gagne que 4 tournois, mais son pourcentage de victoires atteint 81,5%. De son côté, Kashiwado gagne 16 tournoi pour un pourcentage de victoires de 81%.

## Palmarès
- La durée réelle des tournois de l'année de l'époque varie souvent.

Dans le tableau suivant, les cases en vert sont celles des tournois remportés. Celles en gris sont les tournois de basses divisions.
| -    | Printemps                                             | Hiver                                   |
| ---- | ----------------------------------------------------- | --------------------------------------- |
| 1810 | x                                                     | Maegashira de l'ouest #6 6–2–1 1nr      |
| 1811 | Maegashira de l'ouest #6 5–3 2nr                      | Maegashira de l'ouest #5 3–1–2 4d       |
| 1812 | Maegashira de l'ouest #5 4–0 1d Non officiel          | Maegashira de l'ouest #4 6–2 2d         |
| 1813 | Maegashira de l'ouest #1 5–1–2 2d                     | Komusubi de l'ouest 3–1–3 3d            |
| 1814 | Maegashira de l'ouest #1 Forfait pour blessure 0–0–10 | Ōzeki de l'ouest 7–1–1 1h Non officiel  |
| 1815 | Non inscrit                                           | Absent                                  |
| 1816 | Ōzeki de l'ouest 5–2 1nr                              | Ōzeki de l'ouest 7–0–1 1d 1nr           |
| 1817 | Ōzeki de l'ouest 5–2–3                                | Ōzeki de l'ouest 6–2–2                  |
| 1818 | Ōzeki de l'ouest 7–0–2 1nr Non officiel               | Ōzeki de l'ouest 6–1–2 1nr              |
| 1819 | Ōzeki de l'ouest 5–1–3 1nr                            | Ōzeki de l'ouest 3–0–6 1nr              |
| 1820 | Ōzeki de l'ouest 5–1                                  | Ōzeki de l'ouest 7–1–1 1nr Non officiel |
| 1821 | Ōzeki de l'ouest 6–1–2 1nr                            | Non inscrit                             |
| 1822 | 'Non inscrit                                          | Ōzeki de l'ouest 6–2–1 1nr              |
| 1823 | Ōzeki de l'ouest 3–1–2 1nr                            | Ōzeki de l'ouest 4–2–3 1nr              |
| 1824 | Ōzeki de l'ouest 0–0–10                               | x                                       |